# Pep Vila i Medinyà
Pep Vila i Medinyà (Celrà, Gironès, 1952) és un historiador de la literatura i professor de literatura catalana i català.
Llicenciat en Filologia Catalana per la Universitat Autònoma de Barcelona (1980) és un investigador privat, estudiós del teatre i de la literatura catalana dels segles XVII-XIX. S'ha especialitzat en edició de textos i estudis lingüístics, poètics, teatrals i de literatura rossellonesa. Entre la seva vasta producció, destaquen La Renaixença a Girona: antologia de textos i documents (1987), Bocavulvarieròtic de la llengua catalana (1988), El teatre a la Catalunya Nord: teatre català del Rosselló, segles XVIII-XIX (curador, 1989), Teatre català antic (curador, amb F. Massip, 1994-95), Visió de la cultura popular en l'obra de Carles Bosch de la Trinxeria (1831-1897) (1998), El teatre a l'època de la Il·lustració, dins El teatre català: dels orígens al segle XVIII (2001), Mil anys de llengua i literatura catalanes al Rosselló (amb Enric Prat, 2001) i Poesia eroticoburlesca rossellonesa del segle XIX (amb E. Prat, 2001).